# Eufolo
L'eufolo è un triterpene tetraciclico con formula bruta C30H50O e peso molecolare 426,729 g/mol.
L'eufolo è stato isolato nel cetriolo ed è un principio attivo di varie specie di piante appartenenti al genere Euphorbia.
Gli si attribuiscono attività ipotensiva, antinfiammatoria e antitumorale.